# Dingkana nubifascia
Dingkana nubifascia är en insektsart som beskrevs av Walker 1870. Dingkana nubifascia ingår i släktet Dingkana och familjen hornstritar. Inga underarter finns listade i Catalogue of Life.